# Andrew Leeds
Andrew Jacob S. Leeds (Sydney, 19 settembre 1964) è un ex rugbista a 13 e a 15 australiano; nel XV rappresentò l'Australia alla Coppa del Mondo di rugby 1987 e, da dopo il ritiro, esercita la professione di fisioterapista.

## Biografia
Rugbista già all'età di sei anni, Leeds esordì per il Nuovo Galles del Sud nel 1986, quando già aveva vinto un titolo di Premiership con il Parramatta; fino al 1988 furono 10 le occasioni in cui rappresentò il suo Stato.
Il 1986 fu anche l'anno in cui esordì negli Wallabies, in un test match contro la Nuova Zelanda; l'anno seguente fu alla Coppa del Mondo di rugby 1987 in cui disputò due incontri, uno contro gli Stati Uniti nella fase a gironi e a seguire la finale di consolazione del terzo posto, persa contro il Galles.
Fu incluso anche nel tour 1988 che l'Australia disputò in Europa e disputò il suo ultimo match internazionale a Roma contro l'Italia, dopodiché abbandonò il rugby a 15 per diventare professionista nel 13.
Dopo due stagioni nel Parramatta Eels passò ai Penrith Panthers per una stagione; poi dal 1993 al 1999 militò nei Magpies, squadra di Sydney; fece un breve ritorno al rugby a 15 nel 1997-98 quando, invitato dal tecnico australiano Bob Dwyer, fu ingaggiato per la stagione invernale in Inghilterra al Leicester, in Premiership, in cui disputò 4 incontri.
Laureato in fisioterapia, è attualmente responsabile della riabilitazione presso la formazione di rugby a 13 dei West Tigers.